# Stapelplatz
Ein Stapelplatz ist ein zumeist an verkehrsgünstig gelegener Stelle, etwa an einem Hafen oder wichtigen Straße liegendes Gelände, auf dem Waren und Güter jeglicher Art offen gelagert bzw. gestapelt werden. Allgemeiner werden auch die jeweiligen Ortschaften als Stapelplätze bezeichnet.
Stapelplätze waren in der Antike und vor allem im Mittelalter in den Städten wichtige Einnahmequellen, da die Waren hier aufgrund des Stapelzwangs zwischengelagert bzw. gestapelt werden mussten, um für den erzwungenen Vorverkauf bereitgestellt zu werden. Zum Verkauf war in der Regel der jeweilige Marktplatz vorgeschrieben. Oft bestand auch gleichzeitig ein Straßenzwang.
Stapelplätze sind Märkte oder Welthandelsplätze, an denen Welthandelsgüter wie Baumwolle, Getreide, Kaffee, Metalle (Stapelwaren) gestapelt oder an Warenterminbörsen gehandelt werden.

## Bekannte Stapelplätze
- Stapel (Hannover)
- Fronwagplatz